# Șarkî, Rokîtne
Șarkî (în ucraineană Шарки) este localitatea de reședință a comunei Șarkî din raionul Rokîtne, regiunea Kiev, Ucraina.

## Demografie
Componența lingvistică a localității Șarkî
     Ucraineană (100%)
Conform recensământului din 2001, toată populația localității Șarkî era vorbitoare de ucraineană (100%).